# Liste der Kulturdenkmale in Jößnitz

Lage des Ortsteils Jößnitz in Plauen

In der Liste der Kulturdenkmale in Jößnitz sind die Kulturdenkmale des Plauener Ortsteils Jößnitz verzeichnet, die bis August 2019 vom Landesamt für Denkmalpflege Sachsen erfasst wurden (ohne archäologische Kulturdenkmale). Die Anmerkungen sind zu beachten.
Diese Aufzählung ist eine Teilmenge der Liste der Kulturdenkmale in Plauen.

## Liste der Kulturdenkmale in Jößnitz
| Bild                                    | Bezeichnung | Lage                          | Datierung | Beschreibung | ID       |
| --------------------------------------- | --- | ----------------------------- | --- | --- | -------- |
|                                         | Kirche mit Kirchhof sowie Resten der Kirchhofmauer, Grabmal für den Gefallenen Soldaten Schlot und Grabmal für KZ-Häftlinge                                                   | An der Kirche (Karte)         | 1755 (Kirche); 1871–1874 (Orgel); 1598 (Taufe); zwischen 1504 und 1515 (Epitaph); nach 1945 (OdF-Gedenkstein)        | Ortsgeschichtliche und baugeschichtliche Bedeutung. Die Dorfkirche von Jößnitz hat einen mittelalterlichen Kern, wurde jedoch 1755 zum Emporensaal erweitert. Prägend ist der Turm auf quadratischem Grundriss, der sich polygonal fortsetzt und mit Zwiebelhaube und offener Laterne abschließt. Das Schiff ist gekennzeichnet durch große Korbbogenfenster und ein Satteldach. Den Saal umläuft eine eingeschossige Empore auf Stützen, die zusammen mit seitlichen Logen, dem Kanzelaltar und dem schlichten Orgelprospekt das Kircheninnere prägt. Friedhof neben der Kirche: Grabstätte dreier namenloser Opfer des Faschismus (die jüdischen KZ-Häftlinge 79223, 186616 und A 5666 wurden am 27. Januar 1945 bei Jößnitz aus dem Transportzug geworfen und tot aufgefunden), Grabstein für ein Bombenopfer, Grabstein des Zwangsarbeiters Wladislaw Dworak (am 17. März 1945 ums Leben gekommen); Denkmal für den Ltn. D. Res. Fritz Schlot, 1919–1945. | 09247084 |
|                                         | Zwei Kriegerdenkmale für Gefallene des Deutsch-Französischen Krieges sowie des Ersten Weltkrieges (ergänzt auch für die Gefallenen des Zweiten Weltkrieges) und Friedenseiche | Bahnhofstraße (Karte)         | Nach 1871 (Kriegerdenkmal); vermutlich um 1871 (Friedenseiche); nach 1918 (Kriegerdenkmal)                           | Ortsgeschichtliche Bedeutung. - Friedenseiche vermutlich um 1871 gepflanzt - Kriegerdenkmal Erster Weltkrieg: Obelisk mit Eisernem Kreuz und Inschrift „Es starben für uns ...1914–1918, Gemeinde Jößnitz“ - Tafel für Gefallene des Zweiten Weltkrieges: „Zum Andenken an unsere gefallenen Kameraden, 1939–1945“ | 09247100 |
| Direkt Bild zu diesem Denkmal hochladen | Feuerwehrgerätehaus mit Schlauchturm | Bahnhofstraße (Karte)         | 1924 | Verbretterter Fachwerkbau, technisches Denkmal. Eingeschossiges Gerätehaus aus rotem Backstein mit zwei großen Holztoren und schiefergedecktem Satteldach, darin mittig eingeschnitten hoher Schlauchturm (in der Bauakte als „Steigerturm“ bezeichnet), ebenfalls mit großem Holztor und Krüppelwalmdach, markante Lage am Dorfplatz nahe dem Teich, guter Zustand. | 09301985 |
|                                         | Doppelwohnhaus in offener Bebauung | Bahnhofstraße 20, 22 (Karte)  | Um 1905 | Zeittypischer Bau mit Fachwerkzierat, Einfluss des Reformstils und des Landhausstils, baugeschichtlich von Bedeutung. Zweigeschossiger traufständiger Putzbau auf unregelmäßigem Grundriss, dominiert durch zwei polygonale Türme mit Zierfachwerk sowie steilem Pyramidenhelm bzw. spitz auslaufender Welscher Haube. Zweigeschossige Wintergärten mit Holzschnitzereien, dazu flache Fachwerkerker, in beiden Etagen Fensterläden, die Hauseingänge mit Klinker eingefasst, einflügelige Haustüren mit Glaseinsatz, Oberlichter mit Kippflügeln, Dachlandschaft unregelmäßig (in Satteldach eingeschnittenes Walmdach), Schleppgaupen, Schieferdeckung. Einfriedung neu. | 09247437 |
|                                         | Seitengebäude eines Vierseithofes | Fabrikstraße 12 (Karte)       | 2. Hälfte 19. Jahrhundert                                                                                            | Torhaus, markanter Fachwerkbau, baugeschichtlich von Bedeutung. Die Durchfahrtscheune ein markanter zweiriegeliger Fachwerkbau mit Ziegelgefachen und gut gefügtem Feldsteinerdgeschoss. Die bogige Durchfahrt mit Ziegeln eingefasst. Ortsentwicklungsgeschichtlich relevant als Relikt des ländlichen Dorfkerns in gewandelter Umgebung. | 09247094 |
|                                         | Wohnhaus in offener Bebauung (Haus Maria) | Friedensstraße 2 (Karte)      | 1927/1928 | Gut erhaltenes Holzhaus der Plauener Firma Enno Zimmermann in anspruchsvoller Gestaltung und von baugeschichtlicher Bedeutung. Bauherr war Albert Sachoritz, seit 1899 Inhaber der St.-Johannes-Apotheke in Plauen. Das Einfamilienhaus entstand auf einem ehemaligen Gartengrundstück, wurde 1927 genehmigt und war bereits am 1. Mai 1928 bezugsfertig. Der Name des Hauses geht auf den Vornamen der Ehefrau des Bauherrn zurück. Das anderthalbgeschossige Gebäude mit dominantem Satteldach und in Blockbauweise ist ein frühes Zeugnis industriell gefertigter Häuser in Elementbauweise. Zugrunde liegt der Gedanke der Klassischen Moderne, auch Bauten mit dem traditionellen Baustoff Holz dem Fordschen Seriendenken anzugliedern. Pittoresk sind aber verschiedene Erker und Balkone, eine kleine Walmdachgaupe und Bleiglasfenster. 1999 erfolgte ein Eigentümerwechsel, worauf grundhafte Instandsetzungs - und Sanierungsarbeiten erfolgten. Dabei blieben wesentlich die Grundstrukturen sowie die Ausstattung mit Holzverkleidungen, Türen und Einbauschränken aus der Erbauungszeit erhalten. | 09247347 |
|                                         | Wohnhaus (Umgebinde) | Grüne Gasse 4a (Karte)        | Vor 1800 | Das ländliche Wohnhaus mit Fachwerk, Umgebinde und Blockstube ist ein Zeugnis der älteren Generation regionaltypischer Holzbauweise. Entstanden wohl vor 1800, besitzt es, auch wegen seines ursprünglichen Aussehens, einen hohen Dokumentationswert und ist von großer ortsentwicklungsgeschichtlicher und baugeschichtlicher Bedeutung. Der Blockbau ist vollständig erhalten, die Eckverkämmung sichtbar, das Umgebinde hat einfache Stützen, die unvermittelt auf dem Feldsteinsockel stehen. Das Fachwerk-Obergeschoss ist verbrettert und hat Wetterschrägen. Im Bereich der Schwarzen Küche sieht man Bruchsteinmauerwerk. Von einer Vergrößerung des Hauses vor langer Zeit zeugt, in Verlängerung des Krüppelwalmdaches, das Frackdach. Das Gebäude ist das einzige gut erhaltene im Ort mit Blockbauweise und hat daher neben dem Alterswert einen weiteren exemplarischen Wert. | 09247096 |
| Direkt Bild zu diesem Denkmal hochladen | Seitengebäude eines Vierseithofes | Hochzeitsweg 1 (Karte)        | Bezeichnet mit 1854                                                                                                  | Gut erhaltenes Fachwerkhaus (Schiefertafel „F.G.H. 1854“); regionaltypische Holzbauweise. Ohne wesentliche Veränderungen, mit Schiefer-Satteldach, im Stallbereich preußisches Kappengewölbe. | 09247088 |
|                                         | Wohnstallhaus eines Bauernhofes | Hochzeitsweg 3 (Karte)        | Um 1800 | Regionaltypische Holzbauweise, von ortsbildprägender und baugeschichtlicher Bedeutung. Das Erdgeschoss wurde vermutlich massiv unterfahren und zeigt sich heute wenig original. Dafür besticht das Haus mit regelmäßigem zweiriegeligem Fachwerk und Lehmgefachen, dazu existieren Eckstreben. Das Wand-Öffnungs-Verhältnis innerhalb der Holzkonstruktion ist intakt. Krüppelwalmdach mit Schieferdeckung, nachträglich aufgesetzte größere Satteldachgaupen, Giebeldreieck verbrettert mit Wetterschräge. Das Gebäude ist auch ortsbildprägend aufgrund seiner Lage gegenüber der Kirche. | 09247087 |
|                                         | Wohnstallhaus, Scheune und Seitengebäude eines Dreiseithofes | Hochzeitsweg 4 (Karte)        | Nach 1800 (Wohnstallhaus); 2. Hälfte 18. Jahrhundert (Seitengebäude)                                                 | Geschlossen erhaltener Bauernhof, wohl ab dem frühen 19. Jahrhundert in verschiedenen Bauetappen errichtet. - Wohnstallhaus: Fachwerk-Obergeschoss, heute aufgebrettert oder verputzt, Erdgeschoss massiv, leicht vereinfacht, Krüppelwalmdach, regelmäßiges Fachwerk mit Streben, giebelständig zum Platz vor der Kirche, deshalb städtebaulich bedeutsam - Scheune: an der hinteren Hofseite durch einen Verbinderbau mit dem Wohnhaus verbunden, zweigeschossig, massiv, mit Holz-Fensterläden und Türen, segmentbogenförmige Abschlüsse der Öffnungen, Satteldach - Seitengebäude: gegenüber vom Wohnhaus stehend, Ziegelbau verputzt wie Scheune, zweigeschossig, ebenfalls Fensterläden und Tore Holz, im Giebel kleines Rundfenster, Satteldach und Kranzgesims - Einfriedung: zwei Torpfeiler, gemauert, mit Klinker, Eckverzierung | 09247089 |
|                                         | Wohnhaus (Umgebinde) | Kauschwitzer Weg 2 (Karte)    | Um 1800 | Mit Fachwerk-Oberstock, Relikt regionaltypischer Holzbauweise aus der Zeit wohl vor 1800, baugeschichtlich und hausgeschichtlich von Bedeutung. Umgebinderest rechts 2/2 mit Blockstube, senkrechte Stütze-Gebälk-Konstruktion ohne Diagonalen. Fachwerk-Obergeschoss an den beiden Giebelseiten verbrettert, an der einen Seite verputzt, Krüppelwalmdach mit Biberschwänzen in Kronendeckung. Stallteil erhalten, Haus unterkellert. Zum Teil engstieliges Fachwerk mit Eckstreben sichtbar, Fachwerk mit Eckstreben. | 09247104 |
|                                         | Wohnhaus, Schuppen, Seitengebäude und Scheune sowie Toreinfahrt eines ehemaligen Freigutes                                                                                    | Oberjößnitzer Weg 9 (Karte)   | 1766 (Seitengebäude); 18. Jahrhundert (Scheune); 1816 (Bauernhaus)                                                   | Weithin sichtbares Gebäudeensemble von hohem baugeschichtlichen, ortshistorischem und bildprägendem Wert. - Wohnhaus: zweigeschossig und sechsachsig, tiefer und gedrungener spätbarocker Baukörper mit hohem, leicht überstehendem Krüppelmansarddach mit kleinen stehenden Gaupen, Granitportal bezeichnet mit „IGZ 1816“ im massiven Erdgeschoss, Obergeschoss Fachwerk überputzt - Scheune: anderthalbgeschossig mit Drempelgeschoss, Satteldach, schiefergedeckt, sparsames Fachwerk, großes Holztor, leicht geschädigt - Schuppen: anderthalbgeschossig mit Frackdach, weiter Dachüberstand hofseitig, Fachwerk verbrettert - Seitengebäude: mit zwei Granittürgewänden mit Schlusssteinen, einer bezeichnet mit „IMZ 1766 IGZ 1767“, dreischiffiger Stall mit Kreuzgratgewölbe, Fachwerk-Obergeschoss mit Ziegeln ausgefacht, flachgeneigtes Satteldach, Giebelseite mit Lehmausfachung - große Holztoreinfahrt mit zweiflügeliger Pforte | 09247105 |
|                                         | Mühlenhof mit altem und neuem Mühlenwohnhaus und Scheune (Pfaffenmühle) | Pfaffenmühlenweg 16 (Karte)   | Vor 1900 (Mühle); 1884 (Müllerwohnhaus)                                                                              | Die Pfaffenmühle ist ein Mühlenhof mit altem und neuem Mühlenwohnhaus und Scheune. Seit 1850 gibt es hier ein Gasthaus, ab 1884 Schankrecht. Einrichtung eines Biergartens mit Kastanien. Regionalhistorische und landschaftsprägende Bedeutung. - Altes Wohnhaus: wahrscheinlich verkürzt, zweigeschossig, Erdgeschoss massiv, Fachwerk-Obergeschoss mit regelmäßigem engstieligem Fachwerk mit Eckstreben, Krüppelwalmdach mit zwei Gaupen, diese mit Satteldächern, traufseitiger massiver Anbau mit Satteldach, an Giebelseite anschließend zweigeschossiger höherer Putzbau mit Lisenengliederung und aufgeputzten Gesimsen, Krüppelwalmdach - gegenüberliegend Scheune: teilweise massiv, teilweise Fachwerk verbrettert, zweigeschossig, Krüppelwalmdach - im Winkel dazu Scheune: zweigeschossig, Fachwerk-Obergeschoss verbrettert, im Erdgeschoss teils Ziegelmauerwerk teils Fachwerk, Krüppelwalm- bzw. Satteldach Nachträglicher Garagenanbau ohne Denkmalwert. | 09247353 |
|                                         | Gasthaus Pfaffenmühle mit Gartenlokal, ehemals Mühle | Pfaffenmühlenweg 18 (Karte)   | 1896 | Gut erhaltenes Gebäudeensemble von heimatgeschichtlichem Wert. - Gaststätte: zweigeschossiger Putzbau mit Mittelrisalit, schlichte Fenstergewände und Türportal, zweiflüglige originale Haustür mit Ziervergitterung und Oberlicht, Fenster erneuert, Haus durch neuen Anbau nach 1990 erweitert (dieser ohne Denkmalwert), Satteldach - Gartenlokal: eingeschossiger verbretterter Fachwerkbau mit originalen Fenstern, flachgeneigtes Satteldach, um 1905 | 09247352 |
|                                         | Pfarrhaus | Pfarrweg 7 (Karte)            | Um 1930 | Repräsentativer und durch den Heimatstil beeinflusster Putzbau, von baugeschichtlicher Bedeutung. Zweigeschossiger Putzbau mit längsrechteckigem Grundriss, Seitenrisalit, stehende Fenster mit Schlagläden im Obergeschoss und zum Teil schmale Rechteckfenster im Erdgeschoss, Giebelseite mit Wintergarten im Obergeschoss. Steiles Satteldach, über den Risalit hinweg gezogen, mit Schleppgaupen, Giebeldreieck mit Holz verschalt, Sockel Theumaer Schiefer. Insgesamt interessante Architektur mit eleganter Linienführung. | 09247095 |
|                                         | Villa | Robert-Koch-Straße 1 (Karte)  | Um 1915 | Architektonisch qualitätvoll, mit Einflüssen des Landhausstils, baugeschichtliche Bedeutung. Zweigeschossiger massiver Putzbau, Sockel und Eckbossierung rustikal mit Theumaer Schiefer, Balkons, Erker und Dachausbauten zur Symmetrieauflösung konzipiert, unregelmäßiges Wand-Öffnungs-Verhältnis, kleinteilig gesprosste Holzfenster, Fensterläden mit Lamellen, Gurtgesims (Fensterbankgesims) im Goldenen Schnitt. Unterbrochenes, überstehendes und gestuftes Walmdach. | 09247348 |
|                                         | Wohnhaus | Robert-Koch-Straße 2a (Karte) | 1925–1926 | Entworfen vom Plauener Architekten (und Bauherrn) Oscar Keßler für die DW Holzhaus, Deutsche Werkstätten München AG. Qualitätvolles Holzfertigteilhaus von baugeschichtlicher Bedeutung. Eingeschossig, unterkellert, steiles Satteldach mit großer Schleppgaupe, Querverbretterung, Wanddämmung mit 12 cm Torf, Eingangsbereich hervortretend und unter Schleppdach. Die Hausfabrikation in serieller Elementbauweise ist beeinflusst von den Prämissen der Klassischen Moderne, wenn in diesem Fall die Formen auch heimatstilig sind. | 09247468 |
|                                         | Wohnstallhaus eines Bauernhofes | Röttiser Straße 1 (Karte)     | Bezeichnet mit 1751                                                                                                  | Im Granitportal bezeichnet mit „JMZ 1751“, regionaltypische Holzbauweise, baugeschichtlich von Bedeutung. Erdgeschoss massiv, verputzt und geglättet, Fachwerk-Obergeschoss verbrettert, Krüppelwalmdach mit leichtem Überstand, kleine Fensteröffnungen, ursprüngliches Wand-Öffnungs-Verhältnis beibehalten, rückwärtiger ehemaliger Stallbereich. | 09247090 |
|                                         | Wohnhaus in offener Bebauung | Röttiser Straße 5 (Karte)     | Um 1900 | Zweigeschossiger Klinkerbau mit Klinkerornamentik, baugeschichtliche Relevanz. Städtische Formen mit Einfluss des zeitgenössischen Schweizerstils. Zweigeschossiger traufständiger roter Klinkerbau, fünf Achsen, mit gelben Klinkerstreifen verziert, eine gelbe Klinkereinfassung der Fenster, Ortgang mit Bogenfries, die Segmentbogenfenster mit Schlussstein, Satteldach mit dominantem zweiachsigen Dacherker mit überstehendem Satteldach und Gespärre, flankiert von je einer stehenden Gaupe, Teil einer gleichartigen Hausgruppe. | 09247091 |
|                                         | Wohnhaus in offener Bebauung | Röttiser Straße 7 (Karte)     | Um 1900 | Zeittypischer schlichter Klinkerbau, Teil einer gleichartigen Baugruppe. Anderthalbgeschossig, roter Klinker mit gelben Klinkerbändern und gelben Klinkerfenstereinfassungen, Segmentbogenfenster, Dacherker mit Walmdach zweiachsig, Haus fünfachsig, neben dem Dacherker jeweils eine Gaupe ebenfalls mit Walmdach, Haus abgeschlossen durch Krüppelwalmdach, sehr hohes Kellergeschoss. | 09247092 |
|                                         | Wohnhaus in offener Bebauung | Röttiser Straße 9 (Karte)     | Um 1900 | Zeittypischer Klinkerbau, Einfluss des Schweizerstils, Teil einer gleichartigen Hausgruppe, baugeschichtliche Relevanz. Eingeschossiger Klinkerbau mit Drempel, Satteldachabschluss, roter Klinker verziert durch gelbe Klinkerbänder und gelbe Fenstereinfassungen, Segmentbogenfenster mit Schlussstein, dominanter zweiachsiger Dacherker mit Satteldach und Leergespärre, flankiert von jeweils einer Gaupe mit Satteldach, an der Giebelseite ebenfalls Leergespärre, dort Bogenfries aus gelbem Klinker, Lünette im Giebeldreieck, schiefergedecktes Satteldach. | 09247093 |
| Weitere Bilder                          | Rittergut und Schloss Jößnitz (Sachgesamtheit) | Schloßstraße 6 (Karte)        | 1282 (erste urkundliche Erwähnung des Herrensitzes); vor 1800 (Gutsanlage); 1897 (ein Seitengebäude); 1923 (Scheune) | Sachgesamtheit Rittergut und Schloss Jößnitz, mit folgenden Einzeldenkmalen: Schloss mit Rundturm und Stützmauern, der später angelegte Gutspark unterhalb des Schlosses mit Gartenpavillon (Einzeldenkmale 09247102) sowie dem Wirtschaftshof eines Rittergutes, bestehend aus vier Wirtschaftsgebäuden (davon eine Scheune), dem Verwalterwohnhaus (Sachgesamtheitsteile); alter Herrensitz (ehemalige Höhenburg) mit Wirtschaftshof von besonderer regionalgeschichtlicher, baugeschichtlicher und landschaftsprägender Bedeutung. | 09247103 |
|                                         | Schloss (ehemalige Höhenburg) mit Rundturm und Stützmauern, der später angelegte Gutspark unterhalb des Schlosses mit Gartenpavillon (Einzeldenkmale zu ID-Nr. 09247103)      | Schloßstraße (Karte)          | Vermutlich 13. Jahrhundert (Burg); zw. 1904 u. 1913 (Gutspark); um 1905 (Gartenlaube)                                | Einzeldenkmale der Sachgesamtheit Rittergut und Schloss Jößnitz; dem Schloss (ehemalige Höhenburg) und dem Rundturm kommen eine außerordentlich hohe ortsgeschichtliche und landschaftsprägende Bedeutung zu, Stützmauern im Hangbereich, im Park sind zahlreiche Gehölze, insbesondere dendrologisch wertvollen Altbäume und Ziersträucher, das Rundwegsystem und der Teich mit Insel und Fontäne aus seiner Entstehungszeit überkommen, so dass sich in ihm die gartenkünstlerischen Auffassungen des beginnenden 20. Jahrhunderts mit einem hohen Maß an Authentizität manifestieren, zudem besitzt er eine landschaftsgestaltende Bedeutung. Im Park unterhalb des Schlosses original erhalten kleine Gartenlaube im Schweizerhausstil dokumentiert die Handwerkskunst des beginnenden 20. Jahrhunderts. | 09247102 |
|                                         | Ehemaliges Wohnstallhaus und Seitengebäude eines Mehrseit-Bauernhofes | Schulweg 1 (Karte)            | Um 1780 | Bäuerliches Ensemble unterhalb der Kirche, von ortshistorischer, ortsbildprägender und baugeschichtlicher Bedeutung. Das langgestreckte, bildprägende Hauptgebäude ca. 1780 entstanden, mit massivem, zum Teil verändertem Erdgeschoss und verbrettertem Fachwerk-Obergeschoss, Krüppelwalmdach mit späteren stehenden Gaupen. Seitengebäude Fachwerk, zum Teil Lehmziegel. Die hölzerne Hofwand schließt die Anlage ab. Reste der historischen Hofpflasterung erhalten. | 09247086 |
|                                         | Ehemalige Schule, heute Wohnhaus | Schulweg 5 (Karte)            | Um 1850, im Kern älter                                                                                               | Schlichter zweigeschossiger Putzbau von ortsgeschichtlicher und auch ortsbildprägender Bedeutung (Kirchennähe). Womöglich ursprünglich mit Holzkonstruktion. Das Satteldach an einer Seite gewalmt, Schieferdeckung, kleine stehende Gaupen. | 09247085 |

## Ehemalige Denkmale
| Bild | Bezeichnung                                    | Lage                  | Datierung | Beschreibung                                                                                       | ID |
| ---- | ---------------------------------------------- | --------------------- | --------- | -------------------------------------------------------------------------------------------------- | -- |
|      | Wohnhaus in offener Bebauung                   | Steinstraße 1 (Karte) |           | Nach 2009 von der Denkmalliste gestrichen; zweigeschossig, Obergeschoss und Giebel mit Fachwerk    |    |
|      | Gehöft mit ehemaligem Wohnstallhaus und Hoftor | Steinstraße 2 (Karte) |           | Nach 2009 von der Denkmalliste gestrichen; mit Schopfwalmdach, Obergeschoss und Giebel verbrettert |    |

## Tabellenlegende
- Bild: Bild des Kulturdenkmals, ggf. zusätzlich mit einem Link zu weiteren Fotos des Kulturdenkmals im Medienarchiv Wikimedia Commons. Wenn man auf das Kamerasymbol klickt, können Fotos zu Kulturdenkmalen aus dieser Liste hochgeladen werden:
- Bezeichnung: Denkmalgeschützte Objekte und ggf. Bauwerksname des Kulturdenkmals
- Lage: Straßenname und Hausnummer oder Flurstücknummer des Kulturdenkmals. Die Grundsortierung der Liste erfolgt nach dieser Adresse. Der Link (Karte) führt zu verschiedenen Kartendiensten mit der Position des Kulturdenkmals. Fehlt dieser Link, wurden die Koordinaten noch nicht eingetragen. Sind diese bekannt, können sie über ein Tool mit einer Kartenansicht einfach nachgetragen werden. In dieser Kartenansicht sind Kulturdenkmale ohne Koordinaten mit einem roten bzw. orangen Marker dargestellt und können durch Verschieben auf die richtige Position in der Karte mit Koordinaten versehen werden. Kulturdenkmale ohne Bild sind an einem blauen bzw. roten Marker erkennbar.
- Datierung: Baubeginn, Fertigstellung, Datum der Erstnennung oder grobe zeitliche Einordnung entsprechend des Eintrags in der sächsischen Denkmaldatenbank
- Beschreibung: Kurzcharakteristik des Kulturdenkmals entsprechend des Eintrags in der sächsischen Denkmaldatenbank, ggf. ergänzt durch die dort nur selten veröffentlichten Erfassungstexte oder zusätzliche Informationen
- ID: Vom Landesamt für Denkmalpflege Sachsen vergebene, das Kulturdenkmal eindeutig identifizierende Objekt-Nummer. Der Link führt zum PDF-Denkmaldokument des Landesamtes für Denkmalpflege Sachsen. Bei ehemaligen Kulturdenkmalen können die Objektnummern unbekannt sein und deshalb fehlen bzw. die Links von aus der Datenbank entfernten Objektnummern ins Leere führen. Ein ggf. vorhandenes Icon  führt zu den Angaben des Kulturdenkmals bei Wikidata.

## Ausführliche Denkmaltexte
1. ↑  Dorfkirche Jößnitz:
Der Chor schließt flach ab. Kunstgeschichtlich bedeutungsvoll sind vor allem die hölzerne Taufe und ein Epitaphbild. Die Taufe von 1598 zeigt aufwendige Farbfassungen und bemalte Felder. Der Maler ist Benedict Richter aus Plauen (von dem auch eine Stadtansicht Plauens existiert). Zu sehen sind die Heilige Dreifaltigkeit, die Erschaffung Adams, die Taufe Christi, die Beschneidung Christi, die Ölbergszene, die Taufe des Kämmerers aus dem Morgenland, der Durchzug durch das Rote Meer sowie die Predigt Johannes des Täufers. Die acht Motive sind jeweils mit einem erläuternden Bibeltext überschrieben und unterstreichen die Bedeutung des Taufsakraments für den Gläubigen. Das auf einer gewölbten Holztafel gemalte Epitaphbild aus der Werkstatt von Lucas Cranach d. Ä. stellt im oberen Teil den siegreichen Ritter St. Georg zu Pferde im Kampf mit dem Drachen dar. Im unteren Teil kniet die Stifterfamilie im Gebet. Es liegt nahe, in den Personen die Besitzer des Jößnitzer Rittergutes zu vermuten. An Ausstattung weiterhin zu erwähnen sind Wappen der Familien von Reizenstein und Zedtwitz, das Gestühl (vermutlich 19. Jahrhundert) sowie hinter dem Altar Gedenktafeln für die Gefallenen des Deutsch-französischen Krieges und des Ersten Weltkrieges, außerdem das Erbbegräbnis der Familien von Watzdorf (1560–1811). Umfängliche Instandsetzungs- und Restaurierungsarbeiten an der Kirche erfolgten 1906, 1936, 1970 und in der Zeit von 1998–2002. Die 1871–74 eingebaute Schubert-Orgel wurde 2000 überholt.